# Raquel Díaz de León
Raquel Díaz de León (Guadalajara, Jalisco, México; 16 de setiembre de 1927- Idem; 10 de agosto de 2015) fue una ex actriz, periodista, poeta, narradora y ensayista mexicana.

## Carrera
La pequeña Raquel tuvo una infancia muy dura: tenía dos años cuando su papá abandonó la casa familiar, llevándosela consigo y separándola de su madre. A los 16 años fue víctima de una violación por parte de su primer novio, quien la abofeteó y ultrajó y luego la forzó a entrar en el terrible mundo nocturno de la prostitución en "La bandida", un famoso prostíbulo mexicano. Realizó sus estudios primarios y la carrera de Comercio en el Instituto Renacimiento.
Comenzó su carrera como actriz tras conocer a su entonces pareja Enrique Santos Discépolo, y con el deseo de llegar a ser alguien y fue al Concurso Los ojos más bellos del cine mexicano, cuyo premio era acompañar a Jorge Negrete, en el cual resultó ganadora. 
Comenzó como actriz de reparto en 1947 con Chachita la de Triana, bajo la dirección de Ismael Rodríguez, estelarizada por Evita Muñoz "Chachita". Luego intervino en otras tres películas mexicanas: Carta brava (1949) con Emilia Guiú, Carmen Molina y Carlos López Moctezuma;  Ladronzuela (1949) protagonizada por Blanca Estela Pavón y Eduardo Noriega; y Dos caras tiene el destino (1952) con Miroslava y Eduardo Noriega. Todas ellas bajo la dirección de Agustín P. Delgado.
Estudió comercio en el Instituto Renacimiento de Guadalajara. Con la guía de Renato Leduc, se inició en el periodismo en 1950 en la Ciudad de México, escribiendo para El Sol de México la columna “Robando cámara”, para Últimas Noticias, la columna “Chismenú” y, para Excelsior, la página turística (lo que le permitió conocer gran parte de la República). En Jueves de Excelsior creó la columna de semblanzas "Estatuas y cactus", donde aludía al Paseo de la Reforma. Colaboró en El Universal y en las revistas México al Día y Claridades, y dirigió Fotoguión (1955).
De su participación en un taller literario surgió su poemario Vivir muriendo, de edición marginal y tiraje limitado. Va de cuento... son relatos que recrean la cotidianidad del ser humano y, en ocasiones, destaca en ellos el aspecto supersticioso. En 1988 publica Las mujeres del mundo y la Unión Soviética, un testimonio de su viaje a la URSS donde se realizó El Primer Congreso Mundial de la Mujer. También hizo el libro esotérico Los poderes de los psíquicos rusos, con la editorial Asociados Mexicanos. En 1999, y con colaboración de su hijo, lanzan el libro  UNO: Biografía íntima de Enrique Santos Discépolo, con editorial Corregidor, donde cuenta todo sobre su relación con el intérprete argentino. Con la editorial Morganta, publica en el 2010 su libro autobiográfico Agustín Lara, Enrique Santos Discépolo... y yo.
En 1999 vino a la Argentina a presentar su libro UNO y fue invitada al programa Almorzando con Mirtha Legrand en el que compartió mesa con el primer actor Osvaldo Miranda.

## Vida privada

### Romance con Agustín Lara
Mujer de marcados rasgos y gran atractivo físico, en la década de 1940 tuvo otro escandaloso amorío con el cantante, compositor y actor mexicano Agustín Lara (a quien vio por primera vez en uno de los salones en donde solía presentarse), en la época en la que este estaba casado con la actriz María Félix. Hasta que Lara conoció a María Félix, Raquel fue abandonada y cayó en una gran depresión. "A mis 17 años ya había tenido cinco intentos de suicidio… No creía en nadie y no esperaba nada de alguien", escribió.

### Romance con Enrique Santos Discépolo
En 1944 conoce en un festival en Cuernavaca, Morelos, al músico y actor argentino Enrique Santos Discépolo, el había viajado al país azteca junto a Tania e integrantes de Sadaic entre los que estaba Homero Manzi. Así Raquel se transforma en su amante durante ese viaje. Se reencuentran en 1946 cuando él  vuelve al Distrito Federal para trabajar con Cantinflas y Arturo de Córdova.  Durante ese tiempo ambos comparten salidas con la pareja de argentinos más famosa que trabaja allí: Tita Merello y Luis Sandrini. Producto de esa relación, queda embarazada de su único hijo varón llamado Enrique Luis. Pero Santos Discépolo decide volver a su país con su esposa, dejándola sola y embarazada de seis meses. Si bien Santos Discépolo nunca conoció a su hijo, dispuso que Merello y Sandrini fueran sus padrinos de bautizo. A espaldas de Tania, Discépolo le envía cartas a Raquel desde Sadaic y le hace giros de dinero para ella y su hijo, a quien sueña conocer como testimonia en cartas. Tras la muerte de Discépolo en 1951 a causa de una fuerte depresión, Díaz de León, la musa de ese desgarrador tango que habla de dolores y traiciones, comenzó una lucha esperando que la Justicia argentina reconociera a su hijo como fruto del romance de tres años que los unió. No oficializado porque, por entonces, él estaba en pareja con la cantante Tania, fallecida en 1999. 

## Lucha y juicios
Todo pareció que iba a aclararse en 1966, cuando Raquel y su hijo viajan a la Argentina para iniciar el juicio de filiación y son recibidos por el ambiente del tango, en una mesa que preside Aníbal Troilo. Su abogado defensor es David Blejer, quien conoció la historia siendo embajador de Arturo Frondizi en México y le dice a doña Raquel que si pierde el juicio deja la profesión. Pero pese a las numerosas  pruebas y el testimonio de Tita Merello, la justicia falla a favor de Tania quien hizo valer un testamento que Discépolo escribe a petición suya un año antes de morir. La pareja nunca había contraído matrimonio, ya que Ana Luciano –tal el verdadero nombre de la cantante- había llegado casada desde España y entonces no existía el divorcio.
En septiembre de 2004, la Corte Suprema de Justicia, rechazó un recurso extraordinario y dejado firme la sentencia de Cámara que le negaba la autorización para cotejar su ADN con los restos de quien todo indica sería el padre del hijo de Díaz de León, Enrique Santos Discépolo. Los fundamentos de la Cámara fue que se trataba de “cosa juzgada”, por el juicio que tanto Raquel como su hijo, habían llevado adelante en los años 1960 con resultado adverso. Los jueces no tuvieron en cuenta que las pruebas de ADN no existía en aquellos tiempos -como si lo hizo la magistrada de primera instancia, Lily Flah, quien ordenó que a Enrique Luis le tomaran muestras de sangre en el Hospital Durán-, y a pedido de los herederos dejaron trunco el procedimiento. Si bien el fallo de la Corte no opinaba sobre el fondo de la cuestión sino sobre la validez del recurso extraordinario, rechazó dicha posibilidad de que su hijo sepa su verdadero origen.

## Fallecimiento
La escritora Raquel Díaz de León falleció en México el 10 de agosto de 2015 a los 87 años por causas naturales, sin poder disfrutar de los derechos que le correspondían legítimamente a su hijo. Enrique Luis Discépolo Díaz de León, murió en el 2017.

## Filmografía
- 1952: Dos caras tiene el destino.
- 1949: Ladronzuela.
- 1949: Carta brava.
- 1947: Chachita la de Triana

## Medios gráficos
- El Sol de México (columna “Robando cámara”).
- Últimas Noticias (columna “Chismenú”).
- Excelsior
- Jueves de Excelsior (columna "Estatuas y cactus")
- El Universal
- México al Día
- Claridades
- Fotoguión

## Publicaciones
- Vivir muriendo
- Va de cuento...
- Los poderes de los psíquicos rusos
- Las mujeres del mundo y la Unión Soviética (1988)
- UNO: Biografía íntima de Enrique Santos Discépolo (1999)
- Agustín Lara, Enrique Santos Discépolo... y yo (2010)